# Ladner (British Columbia)
Ladner ist ein Stadtteil von Delta (British Columbia) in der kanadischen Provinz British Columbia und eine Vorstadt von Vancouver. Es wurde am Ufer des Fraser River als Fischerdorf gegründet.
Der Stadtteil wurde nach Thomas und William Ladner benannt, die 1868 in diese Gegend kamen und Land- und Fischwirtschaft im großen Maßstab betrieben. Der Ort entwickelte sich zu einem lokalen Zentrum dieser Wirtschaftszweige. Eine Reihe von Fähren, insbesondere die Ladner Ferry, ermöglichte die Flussquerung nach Richmond. Seit 1959 stellt der George Massey Tunnel eine dauerhafte Anbindung dar.

## Geschichte
Wie viele Gebiete am Fraser River, die heute als Großraum Vancouver bezeichnet werden, wurde das Gebiet südlich des südlichen Arms des Fraser nach den ersten europäischen Siedlern benannt. Zuerst wurde der Ort Ladner’s Landing genannt, da die Gegend durch Thomas Ellis Ladner (1837–1922) und seinen Bruder William Henry Ladner (1826–1907) besiedelt wurde. Sie kamen aus Cornwall, um im Zuge des Goldrauschs in Kalifornien und später im Fraser Canyon ihr Glück zu finden. Die Siedlung entstand 1868 beidseits des Chilukthan Slough, um Land- und Fischwirtschaft zu betreiben.
Ab 1873 ließen sich auf dem Gebiet der heutigen Gemeinde zahlreiche Fischkonservernfabriken nieder.

## Lage und Sehenswürdigkeiten
Ladner wird im Westen durch die Strait of Georgia begrenzt, im Süden durch Tsawwassen, im Osten durch North Delta und im Norden durch den Fraser River. Ladner ist durch den Highway 17A zweigeteilt, welcher von Nord nach Süd vom Highway 99 zum Terminal der BC Ferries verläuft. Die Bezeichnung East Ladner wird oft für den Teil östlich des Highway 17A verwendet. Die Hauptschlagader des Verkehrs von Ost nach West wird Ladner Trunk Road genannt – welche nach Osten fortgesetzt in den Highway 10 übergeht. Westlich des Arthur Drive, einer von Nord nach Süd verlaufenden Straße, die Ladner mit Tsawwassen verbindet, wird sie einfach als 47A Avenue bezeichnet.

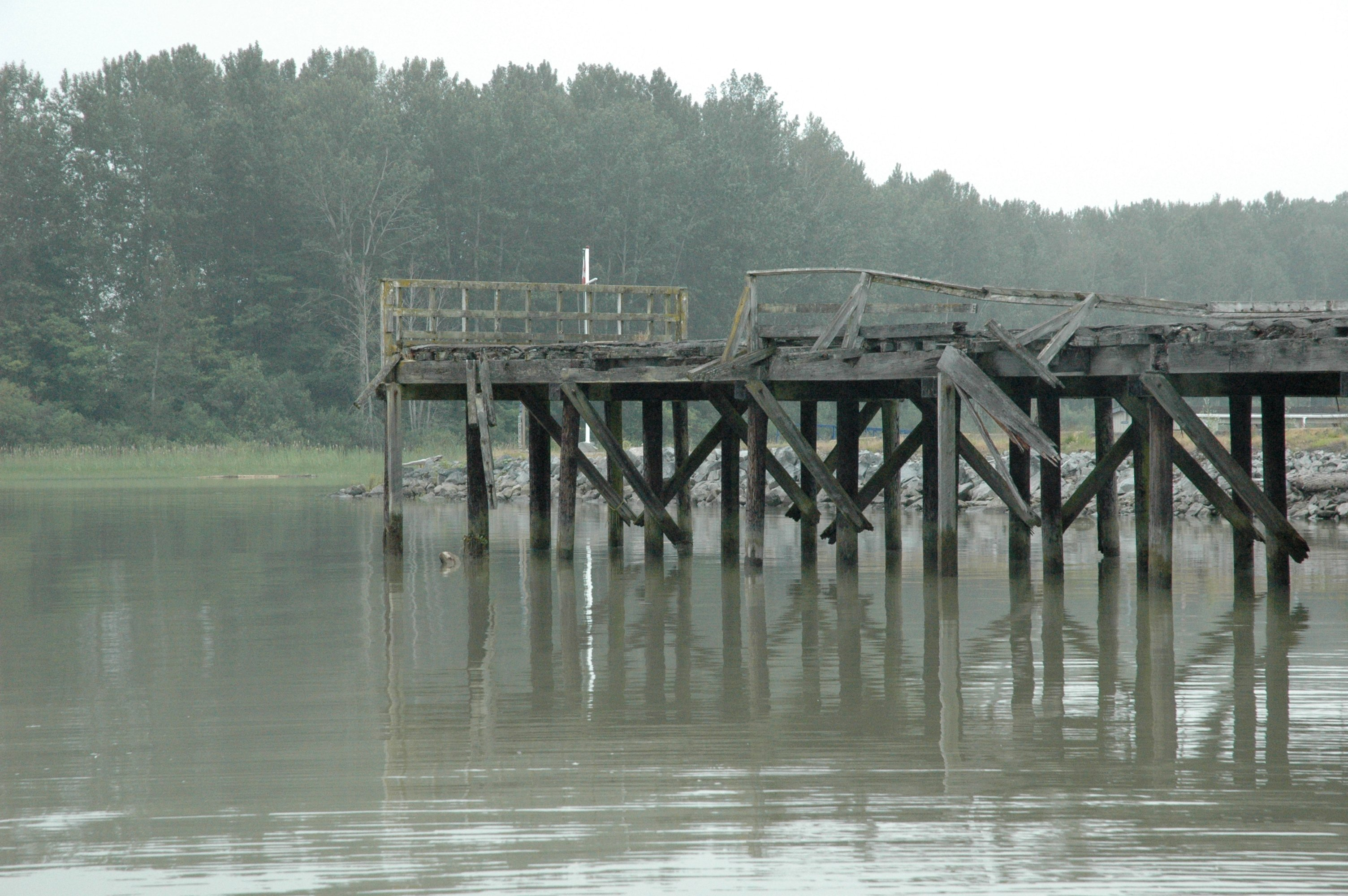
Ehemalige Anlegestelle der Fähre nach Richmond am Ende der Ferry Road in Captain’s Cove

Die River Road verläuft östlich vom Nordende des Highway 17A entlang des Fraser River nach North Delta und Surrey. Das Gebiet zwischen dem Highway 17A und North Delta wird Tilbury genannt und ist eines der wichtigsten Industriegebiete im Lower Mainland, wo sich viele große Lagerhäuser, Industrieparks und Fabriken befinden.
|                         | Richmond                                    | North Delta (Delta) |
| Strait of Georgia       | Kompassrose, die auf Nachbargemeinden zeigt |                     |
| Tsawwassen First Nation | Tsawwassen (Delta)                          | Boundary Bay        |

Aufgrund der Lage im Süden des Deltas des Fraser River gehören zahlreiche Inseln zu Ladner. Die meisten von ihnen sind klein und nur per Boot zu erreichen. Es gibt aber auch größere wie Westham Island, wo sich eine große Vogelaufzuchtstation zur Unterstützung von Schutzmaßnahmen für die zahlreichen im Gebiet vorkommenden Vogelarten befindet, insbesondere für Weißkopfseeadler und verschiedene Eulen-Arten. Westham Island ist ziemlich groß und ein beliebtes Ziel aufgrund ihrer zahlreichen Bio-Farmen, die insbesondere Beeren anbauen.

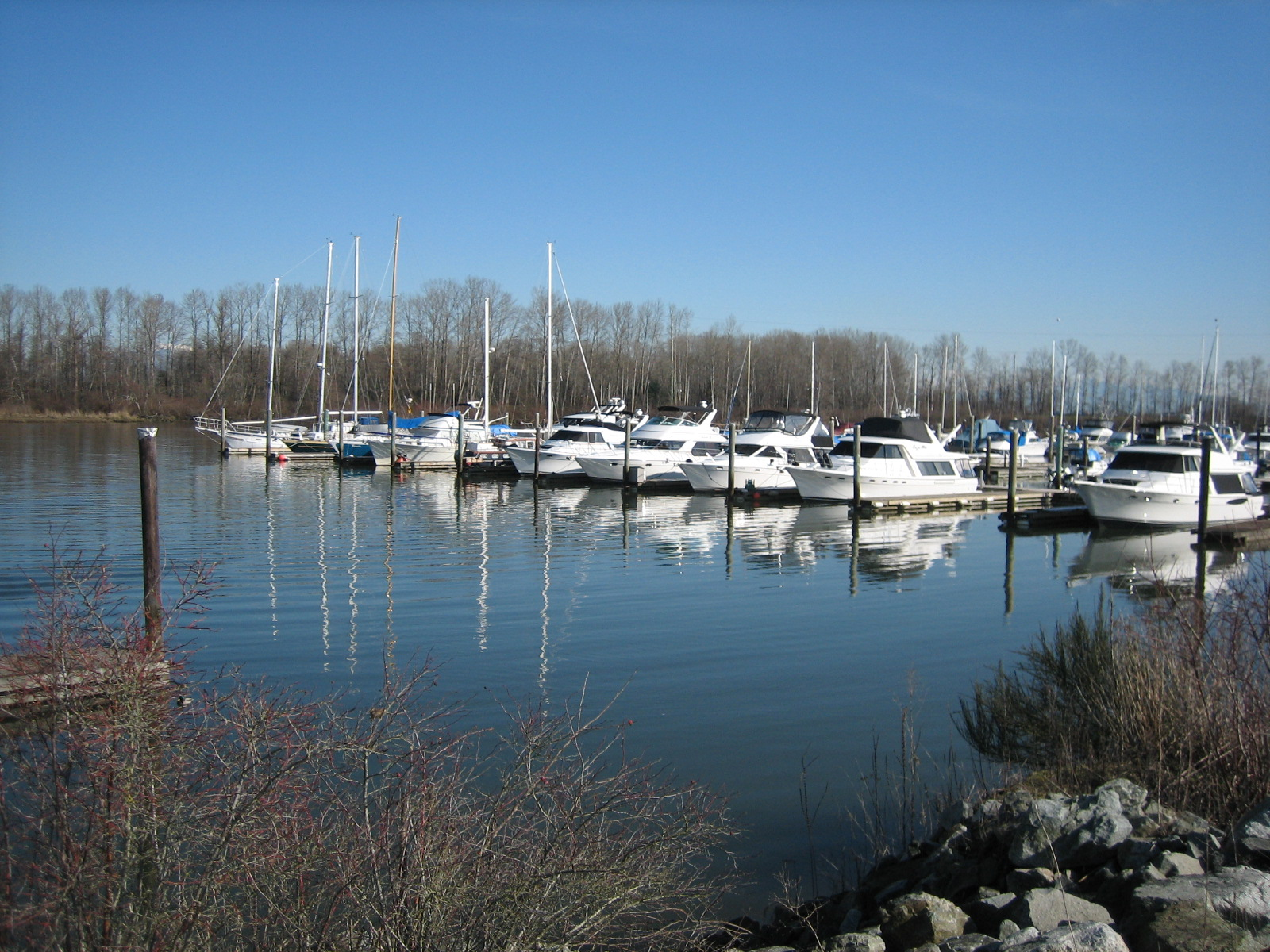
Captain’s Cove Marina im Norden von Ladner

Eine Hauptsehenswürdigkeit von Ladner ist das Viertel Ladner Village, welches sich nördlich der Ladner Trunk Road und westlich des Arthur Drive befindet. Dies ist eine historische Gegend mit breiten, boulevardesken Bürgersteigen, Freiluftcafes und kleinen Geschäften. Es gibt einige historische Wohnbauten, die meist in den 1930er Jahren gebaut wurden; viele davon wurden in früheren Jahrzehnten durch Apartment-Komplexe ersetzt. Das Delta Museum and Archives befindet sich im Zentrum von Ladner Village, wo auch eine öffentliche Uhr zu finden ist, die zu den ältesten im Lower Mainland gehört.
An der Ladner Trunk Road, östlich des Arthur Drive, gibt es zwei Einkaufszentren mit Supermärkten, großen Restaurants und modernen Geschäften und Dienstleistern. Die Stadt erlebt einen Aufschwung durch die Errichtung von Eigentumswohnungen, in dessen Folge die Bevölkerung wächst.
Im gesamten Stadtteil gibt es zahlreiche Parks, insbesondere entlang der Kanäle, die einst zu Transportzwecken in der Gegend genutzt wurden. Da sie nicht mehr für Boote passierbar sind, sind sie heutzutage sauber genug, um das Angeln an den Ufern zu ermöglichen.
In Ladner gibt es zwei öffentliche Schwimmbäder, von denen eines ein älteres Freibad ist, das nahe der öffentlichen Bibliothek und dem Zentrum des Stadtteils gelegen ist. Ein viel größeres Schwimmbad befindet sich am Harvest Drive nahe dem Rathaus im Ladner Leisure Centre. Dieses Hallenbad ist mit einem 25-m-Becken, einem kleineren Spaßbecken, einem Whirlpool, einer Sauna und einer Kletterwand ausgestattet. Außerdem gibt es dort eine Eisbahn und eine Sporthalle, die teilweise von Vancouvers Junioren-Eishockey-Team, den Vancouver Giants, unterhalten wird.
Außerdem befinden sich in Ladner das Rathaus von Delta, die Polizeistation und das Delta Hospital. Die staatliche Bildung wird durch den School District 37 von Delta verwaltet. Zu den von diesem betriebenen Schulen gehören die Delta Secondary School sowie Grundschulen mit Angeboten bis zur 7. Klasse wie die Hawthorne Elementary School, die Holly Elementary School, die Port Guichon Elementary School und die Neilson Grove Elementary School. Freie Schulen mit vergleichbarem Angebot sind die Sacred Heart und die Delta Christian.
Am 1. März 2006 machte Ladner landesweit Schlagzeilen mit der außer Kontrolle geratenen privaten Party, die mit einer Einlieferung des 13-jährigen Gastgebers ins Krankenhaus wegen einer Alkoholvergiftung sowie nahezu 70.000 C$ Schaden endeten. Ein weiterer 13-Jähriger wurde mit Kopfverletzungen und Gedächtnisverlust ebenfalls ins Krankenhaus eingeliefert.

## Feiertage und Events
Jedes Jahr im Frühling finden in Ladner die Ladner Pioneer May Days (von den Einheimischen schlicht als May Days bezeichnet) statt, das älteste Festival in Delta, welches erstmals 1896 veranstaltet wurde. Es findet am Wochenende nach dem Victoria Day statt, der in Kanada zu Ehren von Queen Victoria am Montag vor dem 25. Mai begangen wird. Zum Festival gehören eine Parade, ein Karneval und weitere Events.
Jeden zweiten Sonntag in den Sommermonaten wird in den Hauptstraßen der Ladner Village Market abgehalten, ein Bauernmarkt mit Live-Musik, Imbissbuden, Entertainment, frischen lokalen Produkten und hausgemachter Kunst und Kunsthandwerk. Verkäufer, die selbst aus dem weit entfernten Kelowna und von Vancouver Island anreisen, stellen Buden auf und verkaufen hausgemachte und lokal erzeugte Produkte. Der Markt wurde zu einer Hauptattraktion des Viertels, die zu jedem Markttag tausende Besucher von außerhalb anzieht.
Im September 2008 veranstalteten Ladner und Delta die Delta Rivermania, ein Fest zu Ehren des 200. Jahrestages der Reise von Simon Fraser den nach ihm benannten Fluss hinab. Das Ereignis dauerte ein ganzes Wochenende vom 26. bis zum 28. September. Es fanden Theateraufführungen, ein Pancake-Breakfast, ein Muschelsuppen-Kochwettbewerb, ein Mitternachtsmarkt und Events auf den Straßen statt. Es war das Abschlusswochenende der British Columbia Rivermania, eines Bestandteils der BC 150, der Feierlichkeiten zum 150. Jahrestag der Gründung der Kronkolonie British Columbia.

## Telekommunikation
Delta wird von Telus und EastLink, welches Delta Cable aufkaufte, mit Fernseh-, Internet- und Telefondiensten versorgt. Dies ist eines der wenigen Gebiete in Kanada, die nicht von Rogers Cable oder Shaw Cable bedient werden.
Telefondienste werden vorzugsweise von Telus bereitgestellt. Innerhalb des Vorwahlbereichs 604 war die für Ladner zuständige Vermittlungsstelle lange Jahre die mit dem Code 946, doch mussten im Zusammenhang mit dem Bevölkerungswachstum neue Codes etabliert werden, in den frühen 1990ern die 940 und neuerdings die 952.

## Ladner im Film
Das Gebiet des Ladner Village ist bei Filmproduzenten wegen des „Main-Street-USA“-Feelings beliebt. Dazu tragen die malerischen Fischerbauten und die historischen Kirchen bei. Überhaupt bietet das Gebiet von South Delta offene, landwirtschaftlich genutzte Landschaften, Meeresstrände, Wälder und Feuchtgebiete in wenigen Kilometern Entfernung voneinander. Diese Ausstattung macht die Gegend beliebt für Filmproduktionen wie die Fortsetzung Air Bud – Champion auf vier Pfoten und die Filme Final Destination, Im Netz der Spinne, Crime is King, Josie and the Pussycats, Blendende Weihnachten, X-Men: Der letzte Widerstand, Shooter, Hart, aber schmerzlich, Ein Cosmo & Wanda Movie: Werd’ erwachsen Timmy Turner!, 50/50 – Freunde fürs (Über)Leben und Fifty Shades of Grey sowie verschiedene TV-Produktionen wie Smallville, Akte X – Die unheimlichen Fälle des FBI, Stargate – Kommando SG-1, Supernatural, die Trilogie The Sandlot, Three Moons Over Milford, Impastor, The Secret Circle und Bates Motel. Außerdem drehte Charlie Sheen hier Scary Movie 3. In neuerer Zeit wurden hier Die unglaublichen Abenteuer von Bella und The Stand – Das letzte Gefecht gedreht.

## Persönlichkeiten
- Ivan Decker, Stand-up-Comedian und Radiomoderator des CBC-Programms The Debaters sowie der Netflix-Serie Comedians of the World[8]
- Darcy Michael, Comedian und Schauspieler
- Enuka Okuma, Schauspielerin u. a. in Sue Thomas: F.B.Eye und in der Fernsehserie Madison[9]
- Doreen Patterson Reitsma, Wren in der Royal Canadian Navy[10] (Wrens, englisch eigentlich für Zaunkönige, ist ein Akronym für Women’s Royal Canadian Naval Service)
- James Paxton, Pitcher für die Boston Red Sox in der Major League Baseball
- Will Sasso, ein Komödiant, bestens bekannt für sein Engagement in der Serie Mad TV[11]
- Linus Sebastian, YouTuber und Herausgeber der Linus Tech Tips
- Manoj Sood, Schauspieler, bekannt für die Rolle des Baber Siddiqui in Unsere kleine Moschee
- Bill Vander Zalm, 28. Premierminister von British Columbia[12]
- Marie Warder, Schriftstellerin und Gründerin der Canadian Hemochromatosis Society[13]